# 霹雳拳
《霹雳拳》（英語：The Thunderbolt Fist）是1972年上映的一部香港電影，由张一湖执导李卓坚编剧，川原等人出演，该作主要讲述的是一个人与杀父仇人的儿子对决的作品。该作并未得到特别多好的评价。

## 劇情簡介
民国初年，一个老武术家被日本人杀死，其后其子带着家传武术“霹雳拳”投靠了别人并和那个人的女儿暗生情愫。
多年后，杀死老武术家得日本人的儿子谷刚来到了中国，并设计杀死了帮助过武术家儿子的人，其后，武术家的儿子得知后，于是在于谷刚的对决中将其击杀。

## 演员
- 施思
- 王金凤
- 房勉
- 川原
- 王清河
- 林正英
- 吴明才
- 金天柱
- 小麒麟
- 沈劳
- 张作舟
- 金刚
- 许冠英

## 備註
1. ↑  波德维尔, David Bordwell, 李焯桃. . 2003年.
2. ↑  黄仁. . 2002年.
3. ↑  . 2004年.
4. ↑  麦劲生. . 2016年.
5. ↑  . 1972年.

## 相關連結
- 互联网电影数据库（IMDb）上《霹雳拳》的资料（英文）
- 豆瓣电影上《霹雳拳》的資料 （简体中文）
- 香港影庫上《霹雳拳》的資料（繁體中文）